# Микрочип для человека

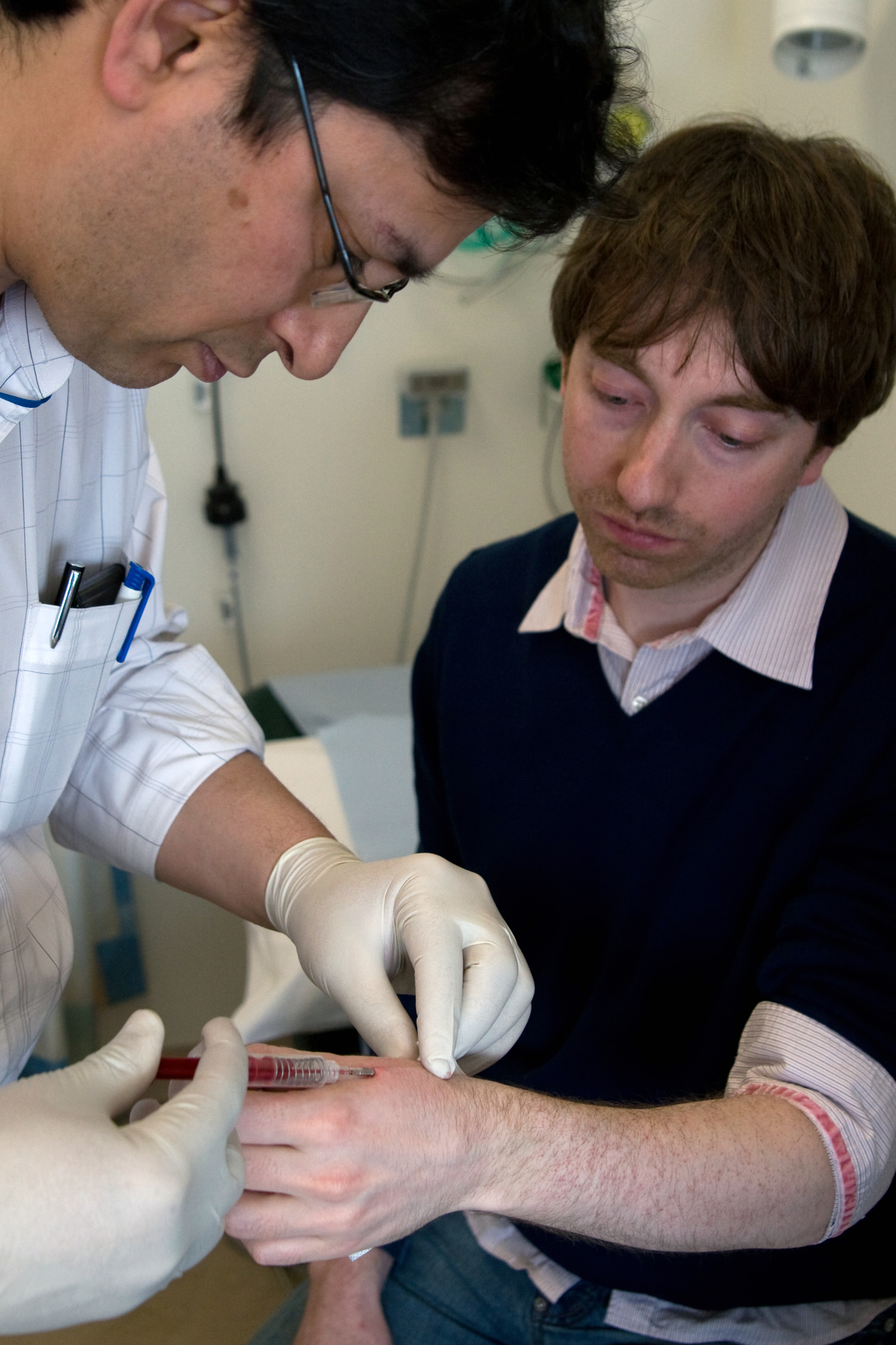
Вживление микрочипа британскому доктору Марку Гассону (16 марта 2009).

Микрочип для человека — любое электронное устройство, используемое для имплантации подкожно или в мозг. Как правило это идентифицирующее RFID-устройство с интегральной схемой, заключенное в силикатное стекло, которое используется для имплантации в тело человека. Этот тип подкожного электронного имплантата обычно содержит идентификационные данные, которые могут быть связаны с информацией, содержащейся во внешней базе данных, такой как личных данных человека, правоохранительные органы, история болезни, лекарства, аллергия и контактная информация. Проект Neuralink Илона Маска успешно испытал мозговой чип для связи с компьютером на обезьяне, на очереди люди. В планах Илона Маска чипировать всех без исключения людей мозговыми чипами. Компания Synchron получила разрешение от FDA на клинические испытания мозгового чипа на людях, первый чип для связи с компьютером уже имплантирован в мозг человеку.

## История
Первые эксперименты с RFID-имплантатом были проведены в 1998 году британским учёным Кевином Уориком. Его имплантат использовался, чтобы открывать двери, включать свет и использовать лифт в пределах дома. Через девять дней имплантат был удалён и с тех пор находился в Музее науки (Лондон).
16 марта 2009 года британскому учёному Марку Гассону был вживлён стеклянный имплантат с RFID-меткой. В апреле 2010 года команда Гассона продемонстрировала, как компьютерный вирус с помощью беспроводной связи может заразить его имплантат, а затем передавать данные в другие системы. Гассон рассуждал, что благодаря технологии чипирования человека разделение между человеком и машиной может стать теоретическим, так как микрочип-имплантат может восприниматься человеком как часть его тела. Следуя такому пониманию Гассон стал первым человеком, заражённым компьютерным вирусом. Марк Гассон не планирует удалять свой имплантат.

## Энтузиасты

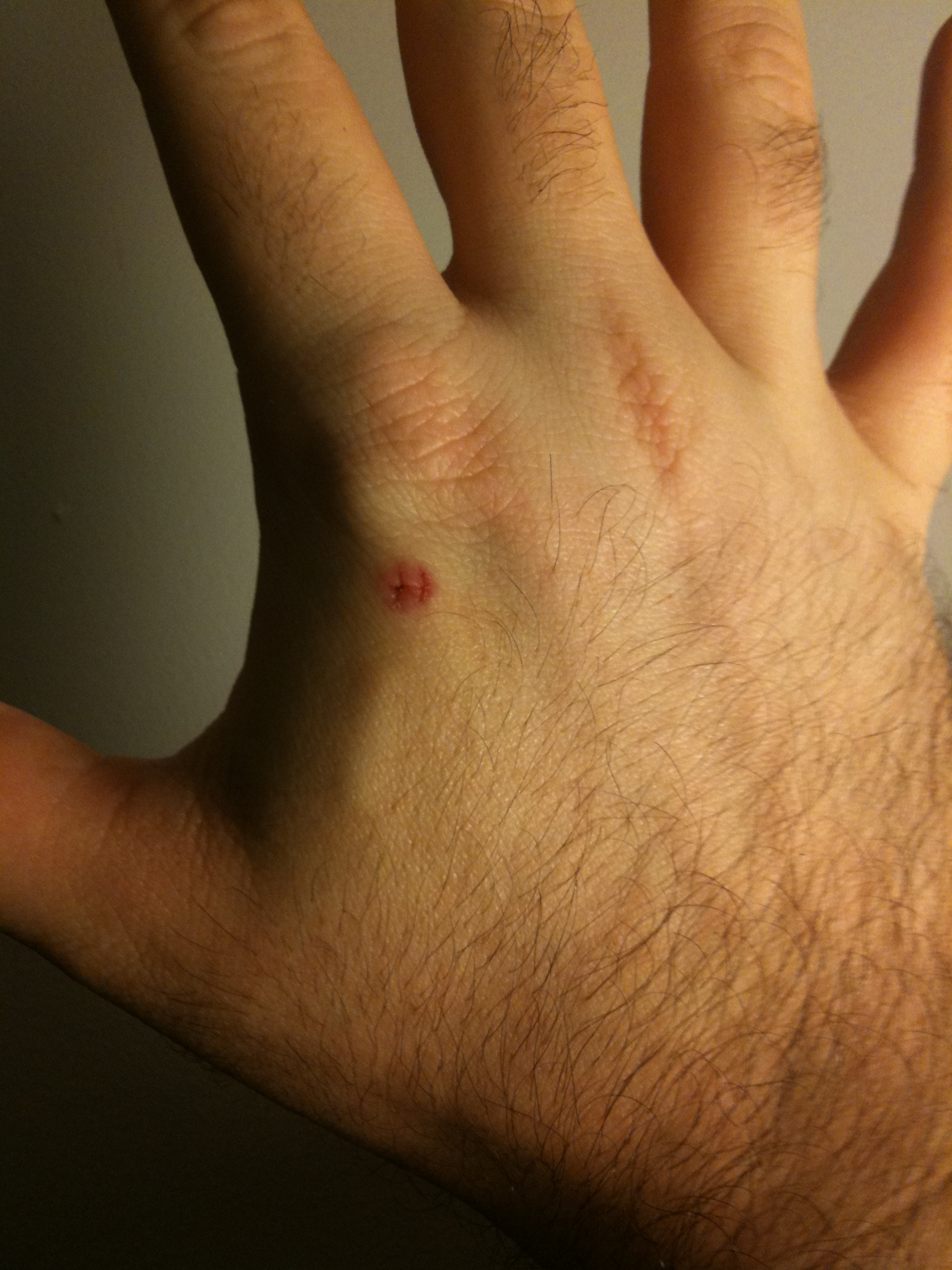
RFID-метка вскоре после имплантации. Заметно воспаление тканей после хирургической операции.

Амаль Граафстра, автор книги «RFID Toys», в марте 2005 года попросил врачей вживить имплантаты в его руки. Хирург-косметолог использовал скальпель, чтобы поместить микрочип в левую руку, а семейный врач ввёл чип в правую руку, используя ветеринарный комплект Avid. Граафстра использует имплантаты, чтобы получить доступ к своему дому и компьютеру, открыть автомобильные двери. С ростом общественного интереса, в 2013 году он основал компанию по биологическому хакерству Dangerous Things и в 2014 году создал первый в мире имплантируемый NFC передатчик. Он также выступал на различных мероприятиях, включая TEDx, и создал «умный пистолет», который стреляет только после идентификации имплантата владельца.
Разработчик Debian Джонатан Оксер самостоятельно вживил себе чип RFID, используя ветеринарный инструмент для имплантации.
Мартейн Висмейер, голландский менеджер по маркетингу производителя биткойн-банкоматов General Bytes, вживил RFID-чипы в обе руки, чтобы хранить там свои биткойн-ключи и визитную карточку.
Биохакер Ханнес Сьёблад экспериментирует с микрочипами-имплантатами с 2015 года. Во время своего выступления на в 2016 году в Париже Сьёблад рассказал, что имплантировал себе чип между указательным и большим пальцами и использует его для отпирания дверей, оплаты и разблокировки телефона. Кроме того, Сьёблад организовал несколько «вечеринок имплантатов», где желающие могли вживить себе микрочип-имплантат.

## Коммерческие имплантаты

### Медицинские карты
Исследователи приходят к выводу, что при использовании имплантированных микрочипов в медицине существуют потенциальные выгоды и риски.
Destron Fearing, дочерняя компания Digital Angel, разработала технологию для VeriChip. В 2004 году микрочип-имплант и считыватель VeriChip были сертифицированы в США. В том же году контролирующие органы США опубликовали проект руководства, описывающего меры контроля, необходимые для продажи и вживления таких микрочипов. Устройство размером с рисовое зерно обычно имплантировали в область между плечом и локтем правой руки. После сканирования чип ответил уникальным 16-значным номером, который затем можно связать с информацией о пользователе, хранящейся в базе данных для проверки личности, доступа к медицинским картам и других целей.
Защитники конфиденциальности выражали обеспокоенность по поводу возможного злоупотребления информацией, хранящейся на чипе. При этом некоторые предупреждали, что обязательное чипирование человека может привести к нарушению гражданских свобод, а также краже личных данных в случае взлома имплантата. Другая этическая дилемма, возникающая в связи с этой технологией, заключается в том, что микрочипы-имплантаты были бы полезны людям с деменцией. Однако от таких пациентов сложно получить информированное добровольное согласие на процедуру вживления.
В июне 2007 года Американская медицинская ассоциация заявила, что «имплантируемые устройства с RFID-метками могут помочь идентифицировать пациентов, тем самым повышая безопасность и эффективность ухода за ними. А также могут использоваться для обеспечения безопасного доступа к клинической информации пациента». Но в том же году начала появляться информация о возможной стимуляции развития раковых клеток у людей с вживленными микрочипами, что существенно повлияло на распространённость подобного рода имплантатов.
В 2010 году компания, которая к тому времени называлась «PositiveID», сняла продукт с рынка из-за плохих продаж. В январе 2012 года PositiveID продал чиповые активы компании VeriTeQ.
В 2016 году JAMM Technologies приобрела чиповые активы у VeriTeQ. Бизнес-план JAMM заключался в партнёрстве с компаниями, продающими имплантированные медицинские устройства, и использовании меток RfID для мониторинга и идентификации устройств.

### Ключи доступа и безопасности
В феврале 2006 года CityWatcher из Цинциннати (штат Огайо) стала первой компанией в мире, которая внедрила микрочипы своим сотрудникам в рамках собственной системы контроля доступа и безопасности. Рабочим нужны были имплантаты, чтобы получить доступ к защищённым помещениям, где хранились конфиденциальные данные. Проект был инициирован и реализован Six Sigma Security, а корпорация VeriChip продавала имплантаты, запрограммированные на ограничение доступа к защищённым объектам.
Основным недостатком таких систем безопасности является относительная лёгкость, с которой 16-значный идентификационный номер, содержащийся в чип-имплантате, может быть получен и клонирован с помощью ручного считывающего устройства.
- Baja Beach Club, ночной клуб в Роттердаме (Нидерланды), использовал имплантаты VeriChip для идентификации VIP-гостей.
- Центр инноваций Epicenter в Стокгольме (Швеция) использует RFID-имплантаты для сотрудников, чтобы управлять защитными дверями, копировальными аппаратами и оплачивать обед[30].

В 2018 году датская фирма BiChip выпустила микрочип-имплант нового поколения, который предназначен для считывания с расстояния и подключения к Интернету. Компания выпустила обновление для своего имплантата, чтобы связать его с криптовалютой Ripple, что позволит совершать платёжные операции с помощью микрочипа.

### Возможные будущие применения
В 2017 году Майк Миллер, исполнительный директор Всемирной ассоциации олимпийцев, обсуждал возможность использования таких имплантатов у спортсменов. Целью была борьба с проблемами, связанными с употреблением допинга.
Теоретически чип с поддержкой GPS может позволить отслеживать людей в режиме реального времени. Такие имплантируемые устройства GPS в настоящее время технически неосуществимы. Так как GPS чип слишком велик для имплантации в руку, он будет имплантироваться в мозг и иметь ряд других полезных функций нейрокомпьютерного интерфейса. Однако, если они будут широко использоваться в будущем, имплантируемые GPS-устройства могут позволить властям обнаруживать пропавших людей или скрывающихся от правосудия. Критики утверждают, что технология может привести к политическим репрессиям, поскольку правительства могут использовать имплантаты для отслеживания и преследования правозащитников, активистов, диссидентов и политических противников. Даже преступники смогут использовать их, чтобы преследовать своих жертв или похищать детей.
Ещё одно предложение обсуждалось в 2008 году законодательным органом индонезийской Западной Новой Гвинеи. Предметом обсуждения было возможное чипирование людей, инфицированых ВИЧ, с целью контроля и снижения шансов заражения других людей. Однако такое чипирование не было включено в окончательный вариант провинциального устава по борьбе с СПИДом, принятого законодателями в декабре 2008 года. При нынешней технологии это всё равно не будет работать, так как на рынке нет имплантируемых устройств с возможностью отслеживания GPS.
Поскольку современные методы оплаты основаны на технологиях RFID и NFC, считается, что имплантируемые микрочипы, если они когда-либо станут популярными в использовании, станут частью «безналичного общества».

## Потенциальные проблемы

### Рак
В своём отчёте исследователь Кэтрин Альбрехт, которая называет устройства RFID «шпионскими чипами», ссылается на ветеринарные и токсикологические исследования, проведенные с 1996 по 2006 год. Лабораторным грызунам и собакам имплантировали идентификационные микрочипы, и у тех иногда развивались раковые опухоли в месте инъекции (подкожные саркомы). По словам Кэтрин Альбрехт это свидетельствует о риске подобных имплантаций для человека. Однако связь между онкогенезом инородного тела у лабораторных животных и имплантацией у людей была публично опровергнута как ошибочная и вводящая в заблуждение. Автор доклада подверглась критике за использование «провокационного» языка, «не основанного на научных фактах». Хотя вопрос считается заслуживающим дальнейшего изучения, в одном из приведённых исследований было сделано предупреждение: «Следует избегать слепых выводов и прогнозирования рисков для здоровья человека».

### Риски безопасности
Совет по этическим и судебным вопросам (CEJA) Американской медицинской ассоциации опубликовал в 2007 году отчет о том, что имплантированные RFID-чипы могут поставить под угрозу конфиденциальность, поскольку нет уверенности в том, что информация, содержащаяся в чипе, может быть должным образом защищена.

## Законодательство
В 2007 году штаты Висконсин, Северная Дакота и Калифорния объявили незаконным принудительное чипирование человека. В 2008 году подобный закон принял штат Оклахома.
5 апреля 2010 года Сенат Джорджии принял Сенатский законопроект № 235, который запрещает принудительную имплантацию микрочипов. В законопроекте разрешены добровольные имплантации микрочипов, если они выполняются врачом и регулируются Медицинским советом штата Джорджия.
10 февраля 2010 года Виргиния приняла законопроект, который запрещает компаниям принуждать своих сотрудников к чипированию.
Законопроект 1142-2009-10 штата Вашингтон предписывает провести исследование имплантированной радиочастотной идентификации или другой подобной технологии для электронного мониторинга лиц, совершивших преступления на сексуальной почве, и других преступников.

## В популярной культуре
Широкая публика лучше всего знакома с микрочипами имплантатами в контексте отслеживания их домашних животных.
В США некоторые христианские активисты, в том числе приверженец теории заговора Марк Дайс, проводят связь между микрочипами-имплантатами и библейским числом зверя.